# Чижевщина (Псковская область)
Чижевщина — деревня в Невельском районе Псковской области России. Входит в состав Ивановской волости. 

## География
Расположена на восточном побережье озера Малый Иван, в 33 километрах к северо-востоку от районного центра, города Невеля. К югу примыкает бывший волостной центр, деревня Опухлики.

## Население
| 2001 | 2002 | 2010 |
| ---- | ---- | ---- |
| 324  | ↘268 | ↘236 |

Численность населения деревни по оценке на начало 2001 года составляла 324 человека.

## История
С января 1995 до апреля 2015 года деревня входила в состав ныне упразднённой Голубоозёрской волости.